# Centrale (região do Togo)
Centrale é uma região do Togo. Sua capital é a cidade de Sokodé.

## Prefeituras
- Blitta
- Sotouboua
- Tchamba
- Tchaudjo